# Годинникар із Сен-Поля
«Годинникар із Сен-Поля» (фр. L'Horloger de Saint-Paul) — французький фільм 1974 року, поставлений режисером Бертраном Таверньє за романом Жоржа Сіменона «Годинникар з Евертона». Фільм брав участь в головній конкурсній програмі 24-го Берлінського міжнародного кінофестивалю, де здобув Срібного ведмедя — Спеціальний приз журі .

## Сюжет
Мішель Декомб (Філіпп Нуаре) працює годинникарем у невеликому містечку Сен-Поль. Від поліції йому стає відомо про те, що його син на Бернар убив сина могутньої і впливової людини. Тепер він переховується десь разом зі своєю подружкою. Мішель намагається розібратися в мотивах злочину і в ході роздумів з жахом розуміє, що практично нічого не знає про життя свого сина. Він нічим не може йому допомогти. Годинникареві доводиться бути лише стороннім спостерігачем і з гіркотою дивитися на те, як єдина близька йому людина йде з його життя. 

## У ролях
| Філіпп Нуаре     | ···· | Мішель Декомб                   |
| Жан Рошфор       | ···· | комісар Гільбу                  |
| Жак Дені         | ···· | Антуан, друг Мішеля             |
| Ів Афонсо        | ···· | офіцер поліції Брікар           |
| Жульєн Берто     | ···· | Едуар, друг Мішеля              |
| Жак Іллінг       | ···· | Кост, журналіст                 |
| Клотильда Жоано  | ···· | Жанін Буатар, журналістка       |
| Андре Таїнсі     | ···· | Мадлен Фурмен                   |
| Вільям Сабатьє   | ···· | адвокат                         |
| Сесіль Вассор    | ···· | Мартіна, робітниця              |
| Сільвен Ружері   | ···· | Бернар, син Мішеля              |
| Крістіна Паскаль | ···· | Ліліан Торріні, подруга Бернара |

## Цікаві факти
- Дія роману Жоржа Сіменона «Годинникар з Евертона», за яким був знятий фільм, відбувається у США. Проте, через скромний бюджету стрічку довелося знімати в Ліоні. Друге за величиною місто Франції, красиві закутки якого можна побачити на екрані, вніс істотний вклад у фінансування фільму.
- Спочатку в ролі комісара повинен був знятися Франсуа Пер'є, проте він за два тижні до початку зйомок розірвав контракт. Звернулися до Жана Рошфора, який охоче погодився. Так виник акторський тандем Філіпп Нуаре — Жан Рошфор.

## Визнання
| Нагороди та номінації фільму «Годинникар із Сен-Поля» | Нагороди та номінації фільму «Годинникар із Сен-Поля» | Нагороди та номінації фільму «Годинникар із Сен-Поля»         | Нагороди та номінації фільму «Годинникар із Сен-Поля» | Нагороди та номінації фільму «Годинникар із Сен-Поля» | Нагороди та номінації фільму «Годинникар із Сен-Поля» |
| Рік                                                   | Кінофестиваль/кінопремія                              | Категорія/нагорода                                            | Номінант                                              | Результат                                             |                                                       |
| ----------------------------------------------------- | ----------------------------------------------------- | ------------------------------------------------------------- | ----------------------------------------------------- | ----------------------------------------------------- | ----------------------------------------------------- |
| 1973                                                  | Приз Луї Деллюка                                      | Найкращий фільм                                               | Годинникар із Сен-Поля                                | Перемога                                              |                                                       |
| 1974                                                  | 24-й Берлінський міжнародний кінофестиваль            | Золотий ведмідь                                               | Годинникар із Сен-Поля                                | Номінація                                             |                                                       |
| 1974                                                  | 24-й Берлінський міжнародний кінофестиваль            | Срібний ведмідь — Спеціальний приз журі                       | Годинникар із Сен-Поля                                | Перемога                                              |                                                       |
| 1974                                                  | 24-й Берлінський міжнародний кінофестиваль            | Приз Міжнародної Католицької організації в царині кіно (OCIC) | Годинникар із Сен-Поля                                | Перемога                                              |                                                       |
| 1976                                                  | Національна рада кінокритиків США                     | ТОП найкращих фільмів                                         | Годинникар із Сен-Поля                                | Перемога                                              |                                                       |